# Municipio de Solomon Rapids
El municipio de Solomon Rapids (en inglés: Solomon Rapids Township) es un municipio ubicado en el condado de Mitchell en el estado estadounidense de Kansas. En el año 2010 tenía una población de 65 habitantes y una densidad poblacional de 0,71 personas por km².

## Geografía
El municipio de Solomon Rapids se encuentra ubicado en las coordenadas 39°31′2″N 98°12′00″O / 39.51722, -98.20000. Según la Oficina del Censo de los Estados Unidos, el municipio tiene una superficie total de 91.83 km², de la cual 91,77 km² corresponden a tierra firme y (0,06 %) 0,05 km² es agua.

## Demografía
Según el censo de 2010, había 65 personas residiendo en el municipio de Solomon Rapids. La densidad de población era de 0,71 hab./km². De los 65 habitantes, el municipio de Solomon Rapids estaba compuesto por el 98,46 % blancos, el 1,54 % eran asiáticos. Del total de la población el 0 % eran hispanos o latinos de cualquier raza.